# Евженті
Евженті (груз. ევჟენტი) — село в Грузії.
За даними перепису населення 2014 року в селі проживає 25 осіб.